# Anna Karenina (film 1935)
Anna Karenina è un film del 1935 diretto da Clarence Brown, tratto dall'omonimo romanzo di Lev Tolstoj. Greta Garbo era già stata protagonista nel 1927 di una precedente versione del dramma tratto dal romanzo, un film diretto da Edmund Goulding che era uscito negli USA con il titolo Love, mentre in Italia fu distribuito come Anna Karenina.
La versione del 1935 vinse la Coppa Mussolini al miglior film straniero alla Mostra internazionale d'arte cinematografica di Venezia.
Nel 1935 è stato indicato tra i migliori dieci film dell'anno dal National Board of Review of Motion Pictures.

## Trama
Anna, una signora dell'alta società di Pietroburgo, non sopporta la vita familiare piatta e monotona, priva di amore. Quando incontra un ufficiale di cavalleria, il conte Vronskij, abbandona la casa e fugge con lui in Italia. Ma la storia sfiorisce, perché lui vorrebbe rientrare nell'esercito e lei rivedere il figlio. Tornata a casa, Anna viene cacciata dal marito. Sentendosi completamente abbandonata, si suicida.

## Produzione
Il budget stimato del film fu di 1.152.000 $. Le riprese durarono dal marzo al maggio del 1935. Il film fu girato negli studi della MGM di Hollywood e di Culver City (10202 W. Washington Blvd) e a Monterey.

## Distribuzione
Presentato in prima alla 3ª Mostra internazionale d'arte cinematografica di Venezia il 30 agosto 1935 dove vinse la Coppa Mussolini al miglior film straniero. Il film incassò negli Stati Uniti 865000 $ e in tutto il mondo (eccetto gli USA) 1439000 $.

### Data di uscita
- Stati Uniti: Anna Karenina, 30 agosto 1935 (New York)
- Italia: Anna Karenina, 25 dicembre 1935
- Spagna: Ana Karenina, 3 gennaio 1936 (Madrid)
- Finlandia: Anna Karenina, 5 gennaio 1936
- Francia: Anna Karenine, 8 gennaio 1936
- Svezia: 13 gennaio 1936
- Germania: Anna Karenina, 31 gennaio 1936
- Danimarca: Anna Karenina, 13 febbraio 1936
- Giappone: 30 aprile 1936
- Austria: Anna Karenina, 22 maggio 1936

### Edizione italiana

#### Doppiaggio
Il doppiaggio originale, risalente al 1935, venne eseguito a Roma negli stabilimenti di International Acoustic e approntato per l'uscita nei cinema italiani. Il film fu poi ridoppiato nel 1952 dalla O.D.I. con la supervisione dei dialoghi a opera di Alfredo Medori per la riedizione cinematografica. Nel 1983, in occasione della trasmissione televisiva Rai, il film fu poi ridoppiato dalla C.D.C., sotto la direzione di Giorgio Piazza e su dialoghi di Rita Savagnone, la quale ha doppiato Anna Karenina nel film.